# Sable Starr
Sable Starr (* 15. August 1957 in Palos Verdes, Los Angeles County als Sabel Hay Shields; † 18. April 2009 in Reno (Nevada)) war Anfang der 1970er Jahre ein bekanntes US-amerikanisches „Baby-Groupie“. Sie hatte im Teenager-Alter Beziehungen unter anderem mit Iggy Pop, Mick Jagger, Rod Stewart, Alice Cooper, David Bowie und Marc Bolan.

## Biografie
Sable Starr wuchs in einer Familie in einem Vorort von Los Angeles auf. Ab 1968 ging sie mit älteren Freunden auf Konzerte in der Region. Nach eigenen Angaben hatte sie im Alter von 12 Jahren ihren ersten Geschlechtsverkehr mit Randy California, dem Gitarristen der Band Spirit. Sie wurde eines der ersten „Baby Groupies“, die Anfang der 1970er Jahre die angesagten Nachtclubs am Sunset Strip besuchten, darunter das Rainbow Bar and Grill, das Whisky a Go Go und Rodney Bingenheimerʼs English Disco. 1973 gab sie dem kurzlebigen „Star Magazine“ in Los Angeles ein Interview, in dem sie über ihre Beziehungen zu Jeff Beck, David Bowie, Mick Jagger, Rod Stewart, Marc Bolan und Alice Cooper berichtete. Ihr Favorit sei allerdings der Sänger der Gruppe Led Zeppelin, Robert Plant, gewesen.  Ihre jüngere Schwester Corel Shields (* 1959) hatte im Herbst 1973 eine Beziehung mit Iggy Pop.
Unter den Groupies gab es immer wieder Rivalitäten. Lori Mattix (auch Lori Maddox) erzählte, dass Sable Starr ihr angedroht hätte, sie zu erschießen, wenn sie nicht die Finger von Jimmy Page lasse. Bianca Jagger, damals mit Mick Jagger verheiratet, verwehrte Starr rabiat den Zugang zu dessen Hotelzimmer. Das Model Bebe Buell beschrieb Starr als eines der beiden Top-Groupies in Los Angeles; jeder Rockstar, der in die Stadt kam, habe sie treffen wollen. Bisweilen wurde sie als die „Königin der Groupie-Szene“ (queen of the groupie scene) von Los Angeles bezeichnet.
Mit 16 Jahren brannte Starr mit Johnny Thunders, dem Gitarristen der New York Dolls, nach New York durch. Die Beziehung zerbrach bald aufgrund von Thunders’ rasender Eifersucht, seiner Gewalttätigkeit und seiner Drogenprobleme. Sie zog nach Los Angeles zurück, kam aber immer wieder nach New York, wo sie Teil der aufkommenden Punk-Szene war.
Später zog Starr nach Lake Tahoe in Nevada. Sie war Mutter einer Tochter und eines Sohns. Bis kurz vor ihrem Tod arbeitete sie als Kartengeberin in einem Club. Sie starb im Alter von 51 Jahren an einem Hirntumor.

## Rezeption
Iggy Pop beschrieb sein Verhältnis mit Sable Starr 1996 in dem Song Look Away:
I slept with Sable when she was 13,
Her parents were too rich to do anything,
She rocked her way around L.A.,
ʼTil a New York Doll carried her away…